# Березівська сільська рада (Коростенський район)
Березівська сільська рада — колишня адміністративно-територіальна одиниця та орган місцевого самоврядування у Коростенському (Ушомирському) районі, Коростенській міській раді Коростенської і Волинської округ, Київської та Житомирської областей УРСР з адміністративним центром у с. Березівка.

## Населені пункти
Сільській раді на момент ліквідації були підпорядковані населені пункти:
- с. Березівка

## Населення
Кількість населення ради, станом на 1923 рік, становила 1 438 осіб, кількість дворів — 246.

## Історія та адміністративний устрій
Утворена 1923 року в складі сіл Березівка, Жупанівка та Піски Коростенської волості Коростенського повіту. 7 березня 1923 року рада увійшла до складу новоствореного Коростенського (згодом — Ушомирський) району Коростенської округи.
8 вересня 1925 року села Жупанівка та Піски увійшли до складу новоствореної Жупанівської польської національної сільської ради Ушомирського району.
Станом на 17 грудня 1926 року на обліку в раді перебували хутори Калинки, Свинки та Царів.
1 червня 1935 року, відповідно до постанови Президії ЦВК Української СРР «Про порядок організації органів радянської влади в новоутворених округах», внаслідок ліквідації Коростенського району сільрада була передана до складу Коростенської міської ради Київської області.
28 лютого 1940 року, відповідно до указу Президії Верховної ради УРСР «Про утворення Коростенського сільського району Житомирської області», сільську раду було включено до складу відновленого Коростенського району.
Станом на 1 жовтня 1941 року хутори Калинки, Свинки та Царів зняті з обліку населених пунктів.
Станом на 1 вересня 1946 року, відповідно до інформації довідника «Українська РСР. Адміністративно-територіальний поділ», на обліку в раді перебувало с. Березівка.
11 серпня 1954 року, відповідно до указу Президії Верховної ради УРСР «Про укрупнення сільських рад по Житомирській області», сільську раду було ліквідовано, територію ради та с. Березівка передано до складу Горщиківської сільської ради Коростенського району Житомирської області.